# إيما كامبل
إيما كامبل (18 فبراير 1982 في نيوزيلندا - ) (بالإنجليزية: Emma Campbell) هي لاعبة كريكت نيوزلندية.

## وصلات خارجية
- إيما كامبل على موقع إي آس بي آن كريك إنفو (الإنجليزية)